# Siphonogorgia pichoni
Siphonogorgia pichoni is een zachte koraalsoort uit de familie Nidaliidae. De koraalsoort komt uit het geslacht Siphonogorgia. Siphonogorgia pichoni werd in 1971 voor het eerst wetenschappelijk beschreven door Verseveldt. 